# 広本フサ
広本 フサ（ひろもと フサ、1886年（明治19年）- 1981年（昭和56年）9月26日）は、日本の平和運動家である。

## 経歴・人物
広島市に生まれ1945年（昭和20年）8月6日に広島原爆により、爆心地から約2.5km離れた千代田町にて夫と子供3人と共に被爆する。その後は子供3人は投下直後に原爆症により死去し、夫は投下から19年経った1964年（昭和39年）に同じく原爆症により死去した。
これによってフサは以後「原子爆弾が投下された8月6日（広島）、8月9日（長崎）を国民の祝日にすべきだ」と直訴し、1974年（昭和49年）から1981年（昭和56年）に死去するまで広島平和記念式典及び長崎原爆犠牲者慰霊平和祈念式典に出席した当時の内閣総理大臣の中曽根康弘等に直訴し続けた。